# غار بادامستان
غار بادامستان اثری تاریخی از دوران‌های تاریخی پس از اسلام که در شهرستان طالقان، روستای وشته واقع شده و این اثر در تاریخ ۱۲ بهمن ۱۳۸۱ با شمارهٔ ثبت ۷۰۸۲ به‌عنوان یکی از آثار ملی ایران به ثبت رسیده است.